# È tardi per piangere
È tardi per piangere (Too Late for Tears) è un film del 1949 diretto da Byron Haskin.

## Trama
Una coppia appartenente alla middle class, i Palmer,  durante un’escursione sulla loro auto decappottabile, si ritrova, nei sedili posteriori, una borsa lanciata da un’altra auto che procedeva in senso contrario. La borsa è piena di banconote e la donna non intende fare nulla per portarla alla polizia, l’uomo, Alan, è incerto ma, sedotto dalla moglie, Jane, classica femme fatale come si rivelerà in seguito e il cui carattere ne farà la protagonista del film, traccheggia, rimanda, fa depositare il malloppo, frutto sicuramente di un’azione eseguita da fuorilegge, in una cassetta di sicurezza. Entra in scena a questo punto il sinistro personaggio, un losco malfattore, che era riuscito a risalire alla coppia tramite la targa dell’auto, Danny. L'uomo vuole recuperare a tutti i costi il proprio denaro e minaccia Jane. La donna, tuttavia, riesce a prendere tempo e a sedurlo fino a renderlo complice dell’uccisione del marito da lei stessa compiuta durante una gita in barca. Il rapporto torbido tra Jane e Danny si intreccia tra baci e minacce incrociate con la rivoltella. Intanto la sorella del marito ucciso, Kathy, che abita nello stesso palazzo, alla porta accanto, sospettosa e preoccupata, ritrova lo scontrino del deposito della refurtiva che il marito aveva conservato nel cappotto. A casa sua si presenta un personaggio che si dichiara amico di Palmer, Don Blake,  che intende fare una ricerca per ritrovarlo dichiarando comunque alla sorella di essere semplicemente passato per caso  ed essendo sempre  stato invitato da lui. Anche la polizia comincia a indagare su quella che oramai è sospettata come una scomparsa vera e propria. Intanto Don interroga anche Jane e appare molto sicuro di sé, non soggetto affatto al fascino della donna. Jane rimprovera Danny che si era fatto vedere mentre andava a trovarlo intravisto da Don, che a questo punto viene preso per un detective. Intanto lo scontrino è ancora nelle mani della sorella di Palmer.  Tra lei e l’amico di Palmer nasce un’intesa affettuosa e protettiva da parte dell’uomo. Insieme indagano,  vanno in riva al lago dove Jane ha ucciso il marito e dove, insieme a Dan, ha fatto sparire il cadavere in fondo al lago. Intanto Jane finge di credere  che il marito sia scappato in Messico come era venuta a sapere da un poliziotto e, affermando di aver trovato lo scontrino che invece era nelle mani della sorella e del detective, praticamente si smaschera. Jane spara a Don mentre la sorella sta avvertendo la polizia al telefono da suo appartamento.  Don non rimane ucciso, Jane intanto con lo scontrino va a ritirare la borsa piena di banconote quando la polizia è oramai sulle sue tracce. Jane uccide anche Dan, complice dell’omicidio del marito che si già sentiva associato a lei nel futuro godimento del maltolto. La donna riesce quindi a fuggire in Messico  senza dividere i soldi con nessuno.  L’ultima persona che seduce, quasi una gag finale, è un poliziotto americano  che allontana un losco personaggio alla frontiera col Messico credendo che la importunasse. Ma Don, che non è un detective, ma il fratello del primo marito di Jane anche lui praticamente ucciso dalla fatale donna, la raggiunge in albergo, la smaschera e la donna, spaventata a morte, precipita dal balcone dell’hotel messicano. Lieto fine per Don e Kathy che si allontanano insieme su una decappottabile.